# 理察·拉米雷茲

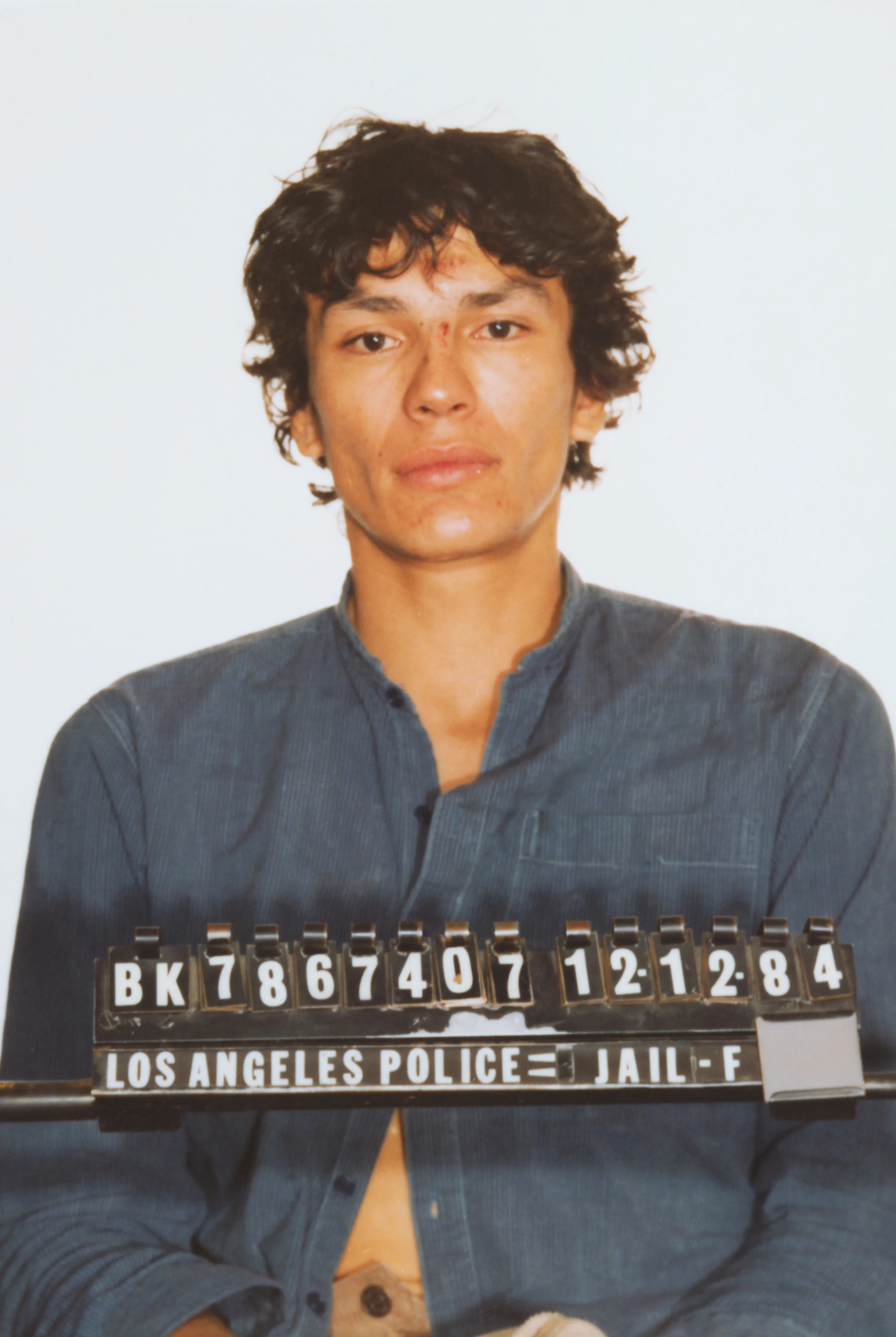
拉米雷茲於1984年拍攝的面部照，當時他因偷車被捕

理察·拉米雷茲（Richard Ramirez、1960年2月29日—2013年6月7日），全名里卡多·雷瓦·穆尼奥斯·拉米雷兹（西班牙語：Ricardo Leyva Muñoz Ramírez），是一位美國連環殺手，強姦犯，殺害的人數超過14人。1984年4月到1985年8月，他多次犯案，對於大洛杉磯地區、舊金山地區的居民產生巨大影響。在他被捕之前，拉米雷斯被新聞媒體稱為「夜間狙擊者」及「夜行者」（Night Stalker）。拉米雷斯是撒旦教教徒，從來沒有為他的罪行表示任何悔意。堅持判處他死刑的法官說，拉米雷斯的事蹟表現出“殘忍，冷酷，邪惡，超出任何人類的理解”。
2013年6月7日，拉米雷斯死於癌症。

## 文化描寫
- 2002年，美國電影《Nightstalker（英语：Nightstalker (film)）》[4]。
- 2016年，美國電影《夜襲者（英语：The Night Stalker (2016 film)）》。
- 2021年，Netflix美國紀錄片《夜行者：極惡連環殺手》（Night Stalker: The Hunt For a Serial Killer）。